# 鲁道夫·阿奎纳多
鲁道夫·阿奎纳多（英語：Rodolfo Aguinaldo，1946年9月12日—2001年6月12日），是菲律宾的政治家、军人，以清剿菲律宾共产党而知名，曾担任卡加延省省长，多次参加针对阿基诺夫人的军事政变。